# David Andersson (Orientierungsläufer)

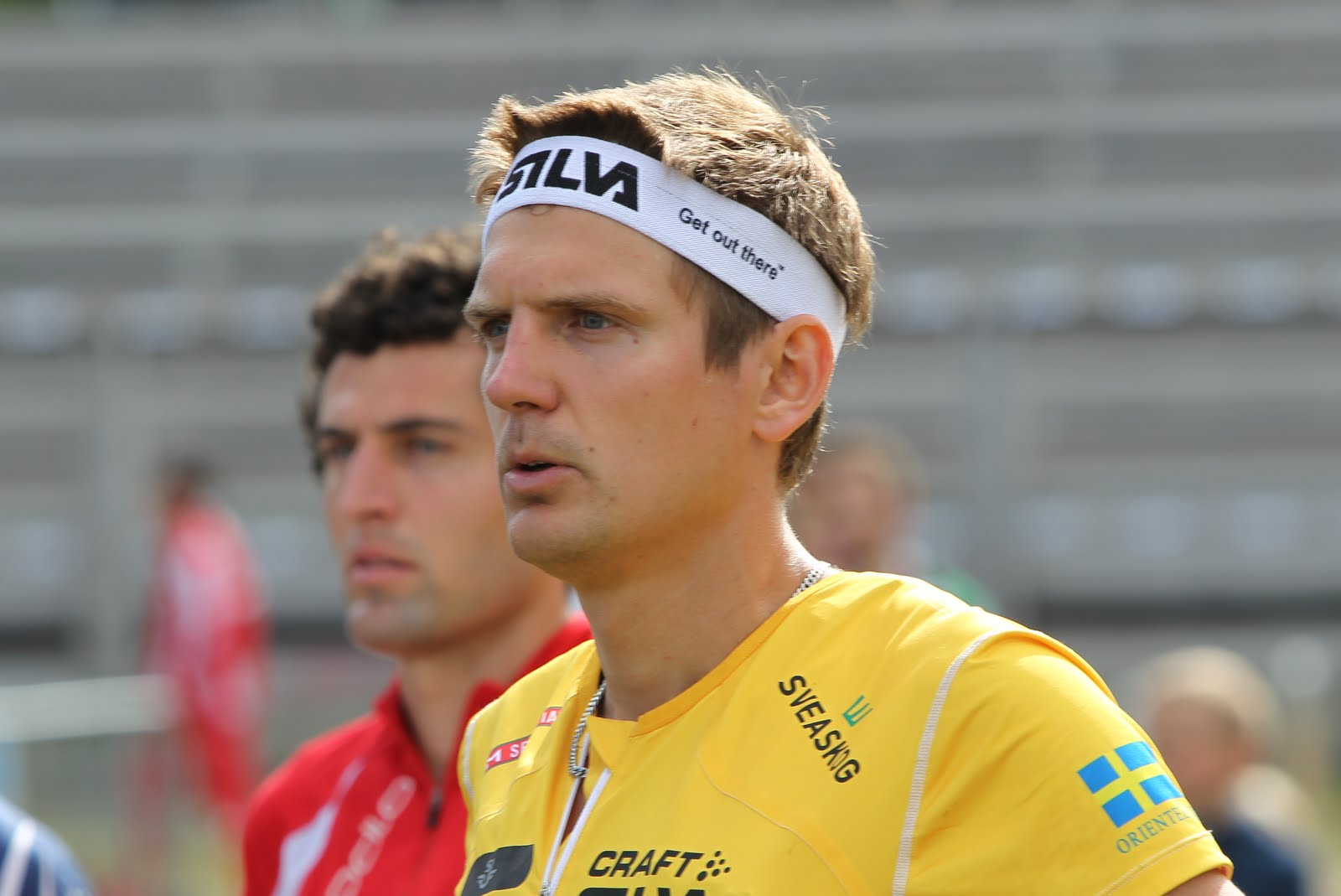
Andersson bei der Weltmeisterschaft 2010

David Andersson (* 25. Dezember 1981 in Falun) ist ein schwedischer Orientierungs- und Ski-Orientierungsläufer.
2000 und 2001 startete Andersson bei den Junioren-Weltmeisterschaften und belegte dabei Plätze im Vorderfeld. Mit der schwedischen Staffel gelang ihm sogar der Gewinn einer Silber- und einer Bronzemedaille. Es dauerte aber noch bis 2005, ehe ihm der Durchbruch bei den Senioren gelingen sollte. In diesem Jahr wurde er schwedischer Vizemeister im Sprint und Vierter bei der Weltmeisterschaft auf der Mitteldistanz. Bei der Weltmeisterschaft 2007 wurde er Mitteldistanz-Fünfter und Silbermedaillengewinner mit der Staffel. Bei den Nordischen Meisterschaften 2007 gewann er über die Mittel- und über die Langdistanz Silber. 2010 gewann er den Mehrtage-OL O-Ringen. 2011 wurde er bei seiner letzten Weltmeisterschaftsteilnahme mit der Staffel Dritter.
2000 wurde er auf der Kurzdistanz im Ski-Orientierungslauf Junioren-Vizeweltmeister, 2001 Junioren-Weltmeister. 2004 wurde er mit der schwedischen Staffel Vierter bei der Weltmeisterschaft der Aktiven.
David Andersson ist mit der Orientierungsläuferin Lena Eliasson liiert. Er lebt in Falun und startet für den Verein Malungs OK Skogsmårdarn.

## Platzierungen
| | Weltmeisterschaften | Weltmeisterschaften | Weltmeisterschaften | Weltmeisterschaften |  | Europameisterschaften | Europameisterschaften | Europameisterschaften | Europameisterschaften |  | World Games | World Games | World Games |  | Nord. Meisterschaften | Nord. Meisterschaften | Nord. Meisterschaften | Nord. Meisterschaften |  | Schwed. Meisterschaften | Schwed. Meisterschaften | Schwed. Meisterschaften | Schwed. Meisterschaften | Schwed. Meisterschaften | Schwed. Meisterschaften | Schwed. Meisterschaften |  | GWC  |
| Jahr | Sp                  | MD                  | LD                  | St                  |  | Sp                    | MD                    | LD                    | St                    |  | Sp          | MD          | St          |  | Sp                    | MD                    | LD                    | St                    |  | Sp                      | MD                      | Kl                      | LD                      | UL                      | N                       | St                      |  | GWC  |
| --- | ------------------- | ------------------- | ------------------- | ------------------- |  | --------------------- | --------------------- | --------------------- | --------------------- |  | ----------- | ----------- | ----------- |  | --------------------- | --------------------- | --------------------- | --------------------- |  | ----------------------- | ----------------------- | ----------------------- | ----------------------- | ----------------------- | ----------------------- | ----------------------- |  | ---- |
| 2002 |                     |                     |                     |                     |  |                       |                       |                       |                       |  |             |             |             |  |                       |                       |                       |                       |  | 22.                     | Q                       | 11.                     | 42.                     |                         |                         | 33.                     |  |      |
| 2003 |                     |                     |                     |                     |  |                       |                       |                       |                       |  |             |             |             |  |                       |                       |                       |                       |  | 6.                      |                         | 12.                     | 12.                     |                         |                         | 24.                     |  |      |
| 2004 |                     |                     |                     |                     |  |                       |                       |                       |                       |  |             |             |             |  |                       |                       |                       |                       |  |                         | 18.                     | 5.                      |                         |                         | 14.                     | 8.                      |  |      |
| 2005 |                     | 4.                  |                     |                     |  |                       |                       |                       |                       |  |             |             |             |  | 19.                   | 9.                    |                       | 3.                    |  | 2.                      | 15.                     |                         | 11.                     | 21.                     |                         | 3.                      |  | 31.  |
| 2006 | 10.                 | Q5                  |                     |                     |  | 24.                   | 7.                    |                       | 1.                    |  |             |             |             |  |                       |                       |                       |                       |  | 3.                      | 6.                      |                         | 5.                      |                         |                         | 1.                      |  | 12.  |
| 2007 |                     | 5.                  |                     | 2.                  |  |                       |                       |                       |                       |  |             |             |             |  | 32.                   | 2.                    | 2.                    | 8.                    |  | 1.                      |                         |                         |                         |                         |                         |                         |  | 50.  |
| 2008 |                     |                     |                     |                     |  |                       | 25.                   |                       |                       |  |             |             |             |  |                       |                       |                       |                       |  |                         |                         |                         |                         |                         |                         |                         |  | 104. |
| 2009 |                     | 6.                  |                     |                     |  |                       |                       |                       |                       |  |             |             |             |  |                       | 49.                   | 5.                    | 1.                    |  |                         | 2.                      |                         |                         |                         |                         | 1.                      |  | 16.  |
| 2010 |                     | 12.                 |                     | 6.                  |  |                       | 13.                   | 26.                   |                       |  |             |             |             |  |                       |                       |                       |                       |  |                         | 2.                      |                         | 3.                      |                         |                         | 2.                      |  | 41.  |
| 2011 |                     |                     | 20.                 | 3.                  |  |                       |                       |                       |                       |  |             |             |             |  |                       |                       |                       |                       |  |                         |                         |                         | 31.                     |                         |                         | 5.                      |  | 45.  |
| 2012 |                     |                     |                     |                     |  |                       | 14.                   |                       |                       |  |             |             |             |  |                       |                       |                       |                       |  |                         |                         |                         |                         |                         |                         |                         |  | 83.  |
| Erklärung: GWC = Gesamt-Weltcup / Sp = Sprint , KD = Kurzdistanz, MD = Mitteldistanz, LD = Langdistanz, Kl = Klassische Distanz, E = Einzelwettbewerb , St = Staffel, N = Nacht-OL |                     |                     |                     |                     |  |                       |                       |                       |                       |  |             |             |             |  |                       |                       |                       |                       |  |                         |                         |                         |                         |                         |                         |                         |  |      |